# Andrew Parker Bowles
O brigadeiro Andrew Henry Parker Bowles (27 de dezembro de 1939) é um oficial militar britânico já aposentado e primeiro marido da rainha Camila do Reino Unido, a famosa amante e atual segunda esposa do rei Charles III do Reino Unido.

## Nascimento
Parker Bowles é o filho de Derek Henry Parker Bowles, um bisneto do 6.º Conde de Macclesfield, e de sua esposa Ann de Trafford, uma católica e filha do multimilionário dono de cavalos de corrida Sir Humphrey de Trafford, que era descendente de uma notável e não-conformista família católica da Inglaterra. A sua mãe foi feita Dame, título feminino equivalente ao de Sir.
É dito que a madrinha de Andrew Parker Bowles era a rainha-mãe Isabel Bowes-Lyon, mas no anúncio de seu batismo, feito pelo The Times em 13 de fevereiro de 1940, não está mencionado o nome dela.

## Educação e carreira
Andrew foi educado em Ampleforth College, a maior escola particular católica do Reino Unido. Depois cursou o treinamento militar na Real Academia Militar de Sandhurst. Andrew serviu em vários regimentos do Exército Britânico.
Em dezembro de 1971, foi feito major.
Em 1980, foi feito tenente-coronel.
Em 1990, foi finalmente feito brigadeiro.
Em 1994, ele saiu do Exército Britânico.

## Casamentos e filhos
Em 1973, Andrew casou-se com Camilla Rosemary Shand em uma cerimônia católica. Camilla, no início da década de 1970, havia sido a namorada do príncipe Charles, Príncipe de Gales. De forma que, Andrew era um ex-namorado da princesa Anne, Princesa Real do Reino Unido, a irmã de Charles. Os Parker Bowles tiveram dois filhos:
- Thomas (Tom) Henry Parker Bowles, nascido em 18 de dezembro de 1974; casado em 2005 com Sara Buys, com quem tem dois filhos:
  - Lola Rosalind Parker Bowles, em 9 de outubro de 2007
  - Freddy Parker Bowles, nascido em 28 de fevereiro de 2010
- Laura Rose Parker Bowles, nascida em 01 de janeiro de 1978; casada em  2006 com Harry Lopes, com quem tem três filhos:
  - Eliza Lopes, nascida no dia 16 de janeiro de 2008
  - Gus Lopes, nascido em 30 de dezembro de 2009
  - Louis Lopes, nascido em 30 de dezembro de 2009

Laura foi educada em St. Mary's School, um escola católica para meninas em Shaftesbury no Dorset, enquanto que Tom, que é afilhado do príncipe Charles, Príncipe de Gales, foi educado em Eton College, uma instituição de ensino exclusiva para rapazes e anglicana.
Andrew e Camilla se divorciaram oficialmente em 1995. Os dois já viviam separados há anos.

## Segundo casamento
Em 1996, Andrew se casou pela segunda vez com Rosemary Pitman. Rosemary Dickinson foi a primeira esposa do tenente-coronel John Hugh Pitman, um descendente de Sir Isaac Pitman (inventor do sistema Pitman de estenografia). Pitman era o cunhado de Edmund Burke-Roche, 5º Barão Fermoy, que por sua vez era o tio materno de Lady Diana Spencer, Princesa de Gales.
Em 09 de Abril de 2005, Andrew e a sua esposa Rosemary compareceram no casamento do príncipe Charles, Príncipe de Gales e de Camila, Duquesa da Cornualha.